# Georges Louis Houdard
Georges Louis Houdard (født 30. marts 1860 i Neuilly-sur-Seine, død 28. februar 1913 i Paris) var en fransk musikforfatter.
Houdard, der var elev af Massenet og Hillemacher, har navnlig skaffet sig et anset navn som neume-forsker og har fremsat sine selvstændige teorier på dette område i skrifter som L'art dit Grégorien d'après la notation neumatique (1897), Le rythme du chant dit Grégorien d'après la notation neumatique (1898—99), La richesse rythmique musicale de l'antiquité (1903) med flere værkter. Houdard var også virksom som kirkelig komponist.